# E3 Harelbeke 1999
De E3 Harelbeke 1999 is de 42e editie van de wielerklassieker E3 Harelbeke en werd verreden op 27 maart 1999. Peter Van Petegem kwam na 206 kilometer als winnaar over de streep.

## Uitslag
| Plaats  | Naam                | Ploeg                 | Tijd     |
| ------- | ------------------- | --------------------- | -------- |
| Winnaar | Peter Van Petegem   | TVM-Farm Frites       | 4u39’00” |
| 2       | Andrei Tchmil       | Lotto-Mobistar        | z.t.     |
| 3       | Frank Vandenbroucke | Cofidis               | z.t.     |
| 4       | Michele Bartoli     | Mapei-Quick Step      | z.t.     |
| 5       | Tom Steels          | Mapei-Quick Step      | + 18”    |
| 6       | Lars Michaelsen     | La Française des Jeux | z.t.     |
| 7       | Michel Vanhaecke    | Tönissteiner-Colnago  | z.t.     |
| 8       | Gabriele Balducci   | Navigare-Gaerne       | z.t.     |
| 9       | Bert Dietz          | Team Nürnberger       | z.t.     |
| 10      | Juris Silovs        | Home Jack & Jones     | z.t.     |